# Marusja Klimowa

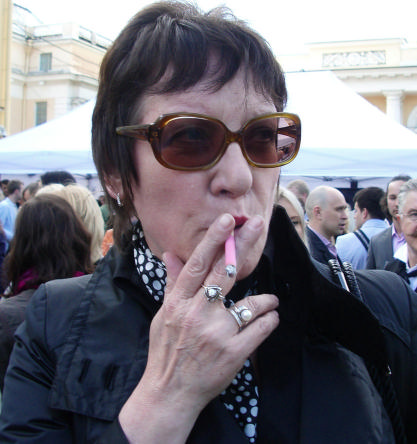
Marusja Klimowa, 2010

 Marusja Klimowa  (russisch Маруся Климова, eigentlich: Tatjana Nikolajewna Kondratowitsch, * 14. Januar 1961 in Leningrad, Sowjetunion) ist eine russische Schriftstellerin und Übersetzerin. Sie lebt in Sankt Petersburg.

## Leben
Marusja Klimowa wuchs in Leningrad auf. Ihr Vater war Kapitän, später stellvertretender Rektor der Marineakademie. Bereits als Kind lernte sie Französisch. Sie studierte Romanistik an der Philosophischen Fakultät der Staatlichen Universität St. Petersburg (damals noch Leningrad). Nach ihrem Studium arbeitete sie als Übersetzerin in der staatlichen Verwaltung. Durch ihre unangepasste Haltung kam es zu Konflikten, und sie musste sich zeitweise mit Gelegenheitsjobs durchschlagen. In den 1980er und 1990er Jahren war sie eine der wichtigsten Personen der Leningrader Underground-Szene. Neben eigenen Werken verfasste sie auch Übersetzungen von westeuropäischen Autoren, die während der Sowjetzeit verboten waren, wie beispielsweise Mort à crédit von Louis-Ferdinand Céline. Anfang der 1990er Jahre lebte sie in Paris.
1994 gründete sie mit anderen die Russische Gesellschaft der Freunde von Louis-Ferdinand Céline und den gleichnamigen Verlag. 1999 und 2000 war sie Mitorganisatorin von sogenannten Dekadenzfestivals „Dark Nights“ in St. Petersburg. 2005 drehte sie den Film Die Ermordung von Joaschen oder was Fassbinder nicht gemacht hat (basierend auf Jean Carets Roman Carel). Sie organisiert internationale Kolloquien zu französischen Autoren und ist Autorin in verschiedenen europäischen Zeitungen (Mitya Magazin, Kommersant, Nezavisimaya Gazeta, Art-Press) und Rundfunksendern wie Radio Liberty.
Als Übersetzerin hat Klimowa die meisten Romane von Louis-Ferdinand Céline sowie die Werke von Jean Genet, Pierre Guyotat, Georges Bataille, Monique Wittig, Pierre Louÿs u. a. übertragen.

## Werk
Marusja Klimowa ist eine der bedeutendsten Vertreterinnen des Nonkonformismus in der gegenwärtigen russischen Literatur. In den Werken von Klimowa werden Ironie, Immoralität und Misanthropie mit dem Geniekult und Verehrung der absoluten Schönheit auf eine paradoxe Weise im Geiste der Dekadenz des Fin de Siècle zusammengebracht.
In ihren autobiographischen Romanen Das Blaue Blut (1991), Die Hütte in Bois-Colombes (1998) und Blonde Bestien (2001) schildert die Schriftstellerin ein breites Panorama der russischen und europäischen Gesellschaft der 1980er und 1990er Jahre. Die von Klimowa beschriebenen Gestalten der russischen Neo-Dandys und Transvestiten, die bereit sind, ihre Masken und Kostüme mit einer unglaublichen Leichtigkeit ständig zu wechseln, spiegeln ganz genau die Atmosphäre des allgemeinen Karnevals jener Jahre wider, die durch einen schnellen Wechsel der sozialen Identifizierungen gekennzeichnet waren.
In ihrem Buch Meine Geschichte der russischen Literatur (2004), eine Genre-Mischung zwischen Essay und Ideenroman, verbindet sie Schicksale und Werke russischer Schriftsteller mit ihrer eigenen Biographie. Voller paradoxer und unerwarteter Urteile über die russischen Klassiker, wie Tolstoi, Dostojewski u. a., erzeugte das Buch einen Proteststurm des klassikorientierten Lesepublikums und wurde zu einem der skandalösesten Werke der russischen Literatur des letzten Jahrzehnts.
Marusja Klimowas Werk wurde in mehrere europäische Sprachen, u. a. ins Französische, Deutsche, Englische, Estnische, Serbische, Italienische übersetzt.

## Werke
- 1996: Голубая кровь/«Das blaue Blut»
- 1998: Домик в Буа-Коломб/«Die Hütte in Bois-Colombes»
- 1999: Морские рассказы/«Geschichten aus dem Meer»
- 2000: Селин в России/«Celine in Russland»
- 2001: Белокурые бестии/«Blonde Bestien»
- 2004: Моя история русской литературы/«Meine Geschichte der Russischen Literatur»
- 2004: Парижские встречи/«Pariser Treffen»
- 2009: Моя теория литературы/«Meine Theorie der Literatur»
- 2012: Портрет художнтицы в юности/«Ein Porträt der Künstlerin als junge Frau»
- 2013: Безумная мгла/«Wahnsinnige Finsternis»
- 2016: Профиль Гельдерлина на ноге английского поэта/«Das Profil von Hölderlin auf dem Bein des englischen Dichters»
- 2019: Холод и отчуждение/«Kälte und Entfremdung»

## Auszeichnungen
- 2006: Chevalier L’Ordre des Arts et des Lettres[5]